# Park Miejski w Legnicy
Park Miejski w Legnicy – najstarszy i największy legnicki park miejski, położony w centralnej części miasta, w obrębach geodezyjnych Stare Miasto i Ochota, liczący 58 ha powierzchni. Granicę parku wyznaczają (oglądając mapę zgodnie z ruchem wskazówek zegara): pl. Wilsona, al. Orła Białego, ul. Zielona, ul. Jordana, al. Hetmańska, al. Zygmunta Krasińskiego, rzeka Kaczawa, rzeka Młynówka, ul. Stroma, ul. Mickiewicza, koryto zasypanej części Młynówki, ul. Powstańców Śląskich i ul. Witelona.

## Historia

### Do XIX wieku
Pierwsze wzmianki o gruntach, na których znajduje się dzisiejszy park miejski w Legnicy, sięgają już okresu średniowiecza. Z 1316 r. pochodzą bowiem źródła mówiące o zakupie przez miasto od księcia Bolesława III rozległych łąk przyległych do dzisiejszej ulicy Mickiewicza – błoń. Kolejne konkretne informacje odnośnie do legnickich terenów ogrodowo-parkowych swoje korzenie mają już w XVIII w. – tu szczególnie pomocne są rysunki Wernhera z 1757 r. przedstawiające miasto oplecione spacerowymi alejami lipowymi. Jedną z takich alei, rozwiniętą po likwidacji fortyfikacji grodzkich była droga, ciągnąca się od Zamku Piastowskiego, poprzez Bramę Wrocławską i wzdłuż cmentarzy parafialnych kościołów pw. św. Piotra i Pawła oraz Najświętszej Marii Panny do mostów na Kaczawie i Młynówce. Można śmiało stwierdzić, że stanowiła ona zalążek późniejszego parku.

### Lata 1800 – 1899

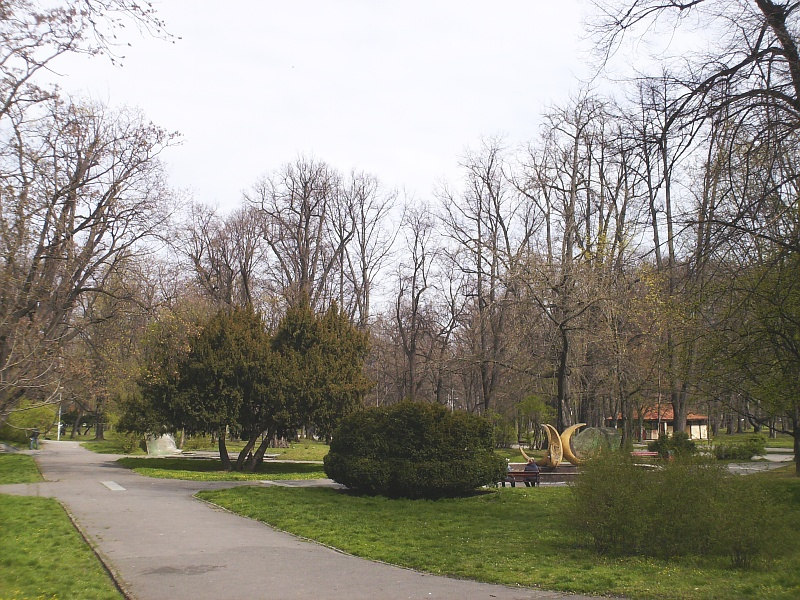
W pobliżu Teatru Letniego

Na terenach położonych po obydwu stronach głównej alei już na początku XIX w. pojawiły się liczne kawiarnie i gospody, których istnienie wyznaczało powoli charakter terenu dawnych pastwisk i cmentarzy. Wkrótce, powstanie w 1810 r. ogrodu – labiryntu (ogród Irrgarten) o powierzchni 50 mórg, dało zalążek rozwojowi większego założenia parkowego. Rok później, w 1811 r. w rejonie Domu Strzeleckiego odkryto źródło z wodami o właściwościach leczniczych, przy którym postanowiono wznieść dom kąpielowy.
W latach 1815–1831 za sprawą realizacji projektu wybitnego architekta krajobrazu Eduarda Petzolda park nabrał właściwych już kształtów – pomiędzy aleją, Bramą Wrocławską, korytem Młynówki i Domem Strzeleckim powstał ogród widokowy w stylu angielskim, oddzielony od pastwisk i obsadzony głównie topolami oraz drzewami leśnymi. Powstaniu jego sprzyjała rozbiórka fortyfikacji miejskich, oraz – przede wszystkim – likwidacja parafialnych cmentarzy, związana z powstaniem zbiorczego cmentarza komunalnego.
W 1835 r. oddzielono tzw. „dolny cmentarz” – część cmentarza parafialnego kościoła NM Panny od Koziego Stawu nową aleją (obecnie ul. Powstańców Śląskich). Następnie w latach 1839-1841 tereny cmentarne obsadzono kwiatami. Ostatecznie nekropolię zlikwidowano w latach 1844-1845, część pojedynczych nagrobków zachowując i wkomponowując w kolejny ogród angielski według projektu Eysenhardta.
Park intensywnie wzbogacał się o infrastrukturę. Około roku 1845 do domu kąpielowego nad Młynówką dobudowano salę koncertową, w której często odbywały się koncerty legnickiej orkiestry Beniamina Bilsego. Sam rok 1845 przyniósł pożar Domu Strzeleckiego, do którego odbudowy przystąpiono po trzech latach. Nowy obiekt, wzniesiony według projektu inspektora budowlanego Kirchnera, ukończono w 1850 r., zaś w 1855 dobudowano na jego tyłach oranżerię i zaplecze zakładu zieleni miejskiej. W 1860 r. w najstarszej części parku, w pobliżu dzisiejszego przystanku autobusowego na ul. Witelona aptekarz Hedemann wzniósł pijalnię wody mineralnej.
Nadal powiększano obszar parku – w 1847 r. poszerzono i obsadzono lipami aleję główną, przedłużoną w kierunku południowym do rzeki Kaczawy w l. 1858-1859. Stało się to możliwe dzięki przekazaniu miastu przez kupca Baugmarta swoich terenów, za co w podzięce nazwano całą główną aleję jego imieniem. Po uchwaleniu w 1862 r. pierwszego ogólnomiejskiego planu urbanistycznego, dzięki staraniom dyrektora ogrodów miejskich Petzolda (ucznia hrabiego Pucklera von Muskau), w latach 1863-1872 poszerzono park o dawne pastwiska pomiędzy Kaczawą a aleją Baugmarta.

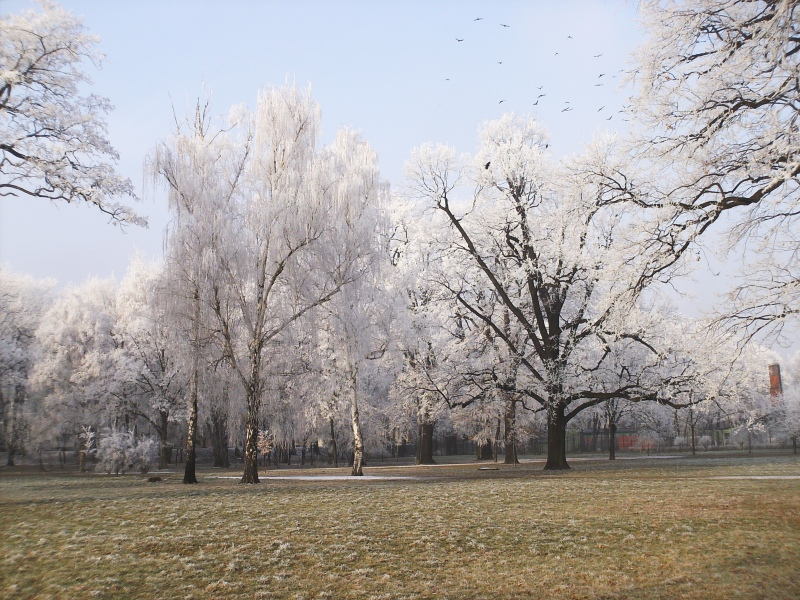
Park Miejski zimą

W 1872 r. na cześć legniczan poległych w wojnie francusko-pruskiej nad Kozim Stawem ustawiona została rzeźba umierającego lwa – kopia dzieła Chrystiana D. Raucha. Niebawem zaś modernizacji doczekał się sam staw – w latach 1877-1879 2-hektarowy zbiornik zasilany wodą z Młynówki został przystosowany do przejażdżek gondolami i uprawiania zimą sportów łyżwiarskich, a w 1881 r. uregulowany i wzbogacony o wyspę dla ptactwa wodnego. Wkrótce założony w 1876 r. miejski zarząd promenad wytyczył w parku ścieżki do jazdy konnej.
Od 1880 r. aż do wybuchu II wojny światowej dzieje legnickiego parku nierozerwalnie związane zostają z odbywającymi się na jego terenie wystawami ogrodniczymi, które przyczyniały się do jego nieustannego rozwoju. Działo się tak m.in. za sprawą zasady, że część eksponowanych na każdej z wystaw budowli, urządzeń, czy roślin pozostawała w Legnicy, wzbogacając w ten sposób park. Na jego rozwój przeznaczano też zyski z wystaw. Pierwsze założenie parkowo-wystawowe, częściowo w stylu angielskim, według projektu Petzolda realizowano w zachodniej części parku (pomiędzy Domem Strzeleckim a Młynówką) do 1883 r., kiedy to odbyła się w parku I Śląska Wystawa Budowli i Wyposażenia Ogrodowego. Po czterech latach, w 1887 r. południowo-zachodni kwartał parku zagospodarowano na Gaj Muz z cieplarnią i rozarium. W 1898 r. oranżeria za Domem Strzeleckim zostaje rozbudowana – powstaje w ten sposób palmiarnia o kubaturze 3180 metrów sześciennych i kopule o wysokości 13,1 m., do której pierwsze rośliny zostają sprowadzone z Włoch.
Pod koniec XIX w. obrzeża północno-wschodniej części parku zajmuje nowa zabudowa. Na jednym z kwartałów, pomiędzy główną aleją Baugmarta a dzisiejszymi ulicami: Zieloną i Powstańców Śląskich powstaje budynek szkoły podstawowej (po wojnie II Liceum Ogólnokształcące). Wschodnią granicę utworzyły zaś częściowo ustawione szeregowo niskie kamienice frontami skierowane do parku.

### Lata 1900 – 1945
Kolejna atrakcja przybyła wraz z początkiem XX wieku – w 1900 r. Ludwig Mattheus założył w parku zwierzyniec, w którym znajdowały się trzy sarny, dwa białe daniele oraz dwa bociany. W 1907 r. wzrosła rola domu kąpielowego – został przekształcony w sanatorium „Wilhelmsbad” (nazwa na cześć Wilhelma I). Po Niemieckiej Wystawie Róż i Dalii w 1910 r. w Gaju Muz wybudowano pergolę i sadzawkę z podgrzewaną wodą dla roślin egzotycznych. W 1924 r. pomiędzy Młynówką a Kaczawą, na południowym krańcu parku powstał zespół basenów kąpielowych.
Największy rozwój parku przyniosła I Ogólnoniemiecka Wystawa Ogrodnicza pod hasłem „GUGALI” (niem Gurken – Garten – Liebe; Ogórki – Ogrody – Miłość), otwarta 25 czerwca 1926 r. Na potrzeby jej i kolejnych edycji wystawy, organizowanej do 1940 r. zbudowano od podstaw m.in. kompleks 50 wodotrysków (rozbudowane w 1927 r.), planetarium, salę taneczną, nowy zwierzyniec, Teatr Letni (w 1928 r. na bazie Domu Strzeleckiego), nowe rozarium, winiarnię na 2000 miejsc, drewnianą restaurację nad Kozim Stawem (1929 r.), plac sportowy (późniejszy stadion). Projektantami założeń wystawowych byli architekt ogrodowy Gustaw Allinger z Berlina i architekt Robert Gunther z Legnicy.

### Po roku 1945
Choć II wojna światowa nie dotknęła bezpośrednio zieleni parkowej, zamieszkujący Legnicę Niemcy przed ewakuacją zdemontowali wiele urządzeń wystawowych. Grabieży dopełniły zajmujące na polecenie marszałka Rokossowskiego od lipca 1945 całą lewobrzeżną Legnicę (na zachód od rzeki Kaczawy) wojska Północnej Grupy Wojsk Armii Radzieckiej. W trakcie zajęcia park nie był miejscem bezpiecznym – w nocy, 28 grudnia 1946 r. dezerterzy radzieccy zastrzelili tam patrolujących miasto trzech podchorążych z legnickiego Korpusu Bezpieczeństwa Wewnętrznego. Oficjalna wersja wydarzenia mówiła, że żołnierze polscy zginęli w walce z bandą faszystowską. Tak też, fałszywie przedstawiono zajście na istniejącym do dziś w pobliżu stadionu treningowego obelisku pamiątkowym.

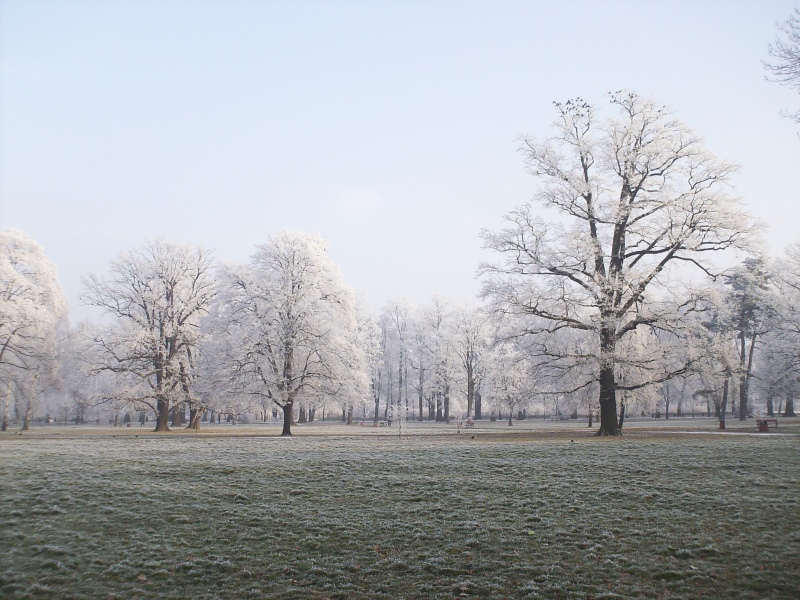
Park Miejski zimą

Park oddano miastu dopiero w 1947 r. (wtedy też, 21 października otrzymał na pewien czas imię Marcelego Nowotki), nie był to jednak zwrot w pełnym tego słowa znaczeniu. Odbudowano poniemiecki płot otaczający tereny wystawowe, ciągnący się od Teatru Letniego, wzdłuż Kaczawy, Młynówki, „fontann” i palmiarni, a za wstęp na obszar pobierano opłatę w wysokości 50 gr. Wzdłuż głównej alei, po wojnie nazwanej Aleją Orła Białego ustawiono na sztalugach portrety bohaterów radzieckich, w tym na końcu portret Józefa Stalina o wielkości dwukondygnacyjnej kamienicy. Nieopodal stadionu wykonano betonową płytę, gdzie często radziecki zespół urządzał potańcówki na świeżym powietrzu – miejsce to jeszcze przez lata legniczanie nazywali patelnią. Powodzeniem cieszył się sprzedawany przez Rosjan z beczek kwas chlebowy. Do troski o zieleń, palmiarnię i fontanny władze radzieckie zaangażowały pozostałych w mieście Niemców. Dawne sanatorium krótko funkcjonowało jako miejski zakład kąpielowy. Z powodu zanieczyszczenia wód Młynówki, a zwłaszcza uruchomienia w 1952 r. Huty Miedzi Legnica zakład stracił rację bytu – został zamknięty, a jego budynek zaadaptowano na Zespół Szkół Samochodowych.
Po 1956 r. ekspozycję portretów na głównej alei zlikwidowano, a wstęp do Parku Miejskiego stał się wolny dla wszystkich. Wkrótce też utrwalił się obecny charakter poszczególnych części parku (patrz sekcja Współczesność). W 1970 r. odbudowano w dawnych miejscach dwie kładki piesze łączące park z prawobrzeżną częścią miasta – w pobliżu ul. Ogrodowej i ul. Bielańskiej. W latach 70. ustawiono też w najstarszej oraz najnowszej części betonowe rzeźby, powstałe głównie podczas legnickich plenerów artystycznych oraz zasypano większą część Młynówki, tworząc z niej na odcinku od kładki w pobliżu alei Wodnej do Koziego Stawu szeroką, parkową aleję. Wtedy też rozbudowano park po raz ostatni, za muszlą koncertową i fontannami w kierunku basenów.
Sporych spustoszeń roślinności parkowej poczyniły dwie powodzie – z 1977 i 1997 roku. Najpoważniej jednak park ucierpiał podczas gwałtownej nawałnicy, która przeszła nad Legnicą
23 lipca 2009. Kataklizm zniszczył ok. 2,5 tysiąca drzew, a kolejnych 400 poważnie uszkodził. Od lipca do września 2009 r. prowadzono prace porządkowe, także z udziałem mieszkańców miasta (trzykrotnie odbył się czyn społeczny). Urząd Miasta podjął zbiórkę darowizn na odbudowę parku. Jesienią 2009 r. rozpoczęto sadzenie nowych drzew, ufundowanych przez legnickich przedsiębiorców i osoby prywatne. W marcu 2010 r. Park Miejski wpisano na listę obiektów zabytkowych.

## Współczesność

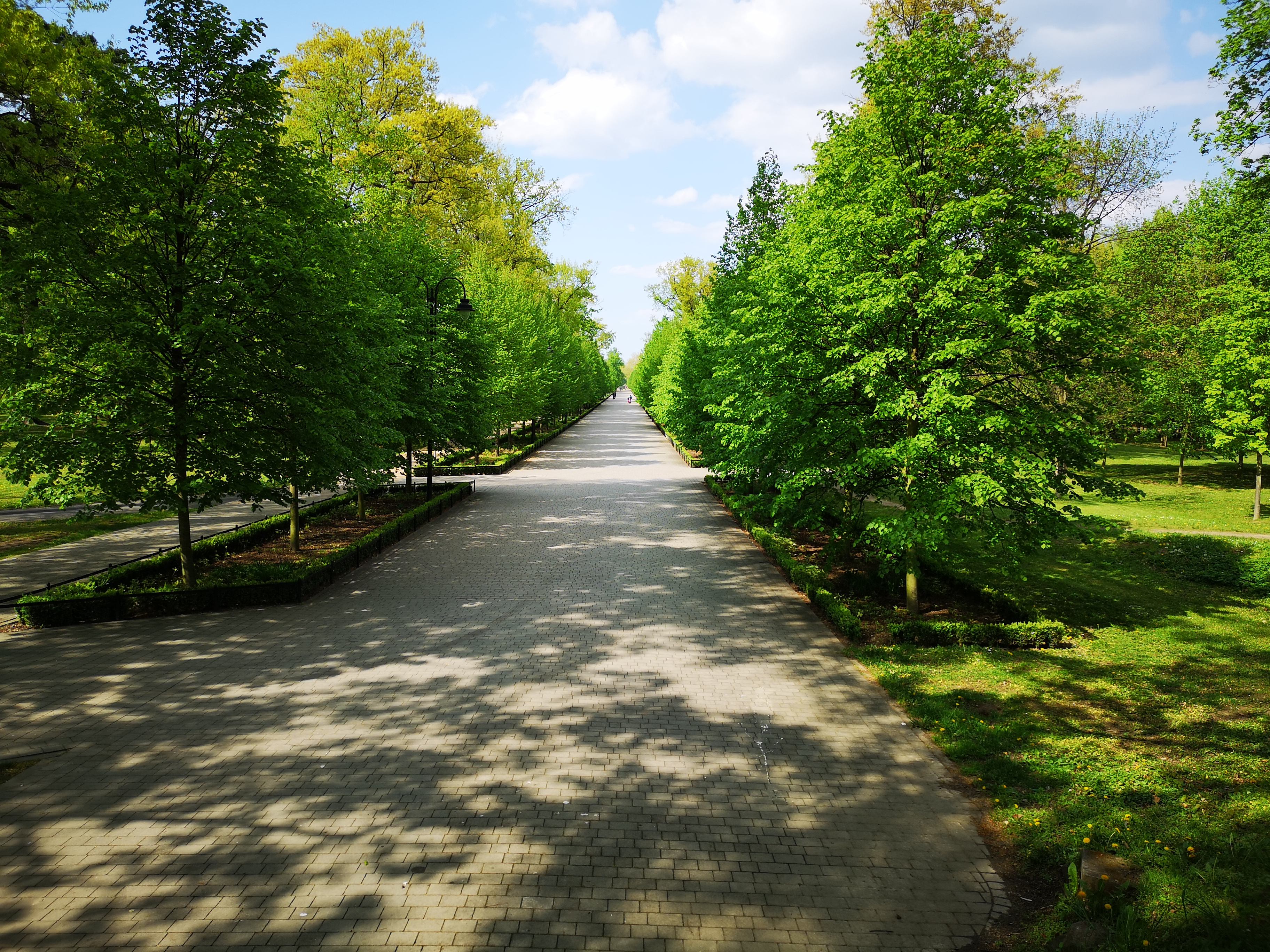
Aleja Orla Białego

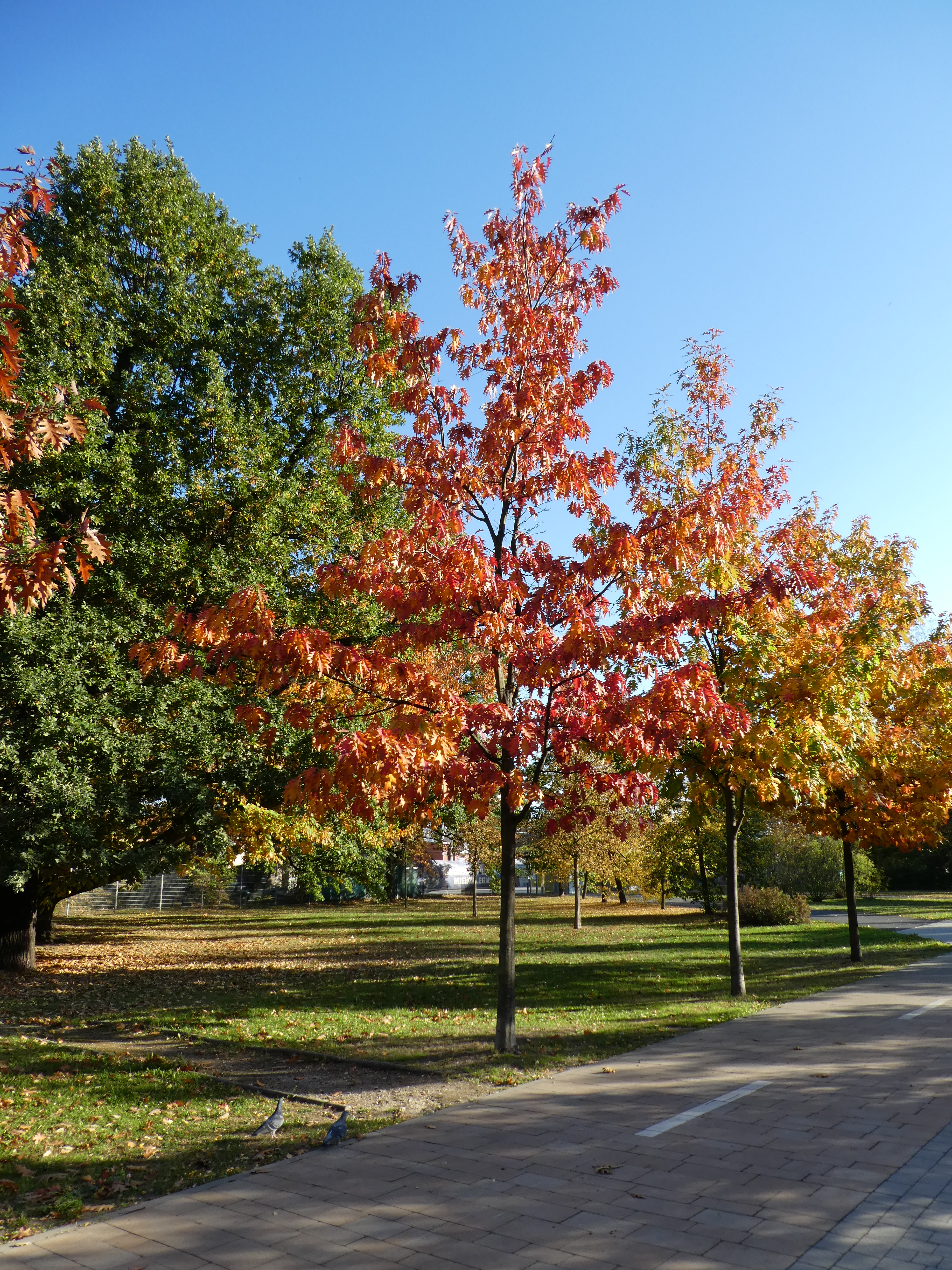
Fragment Alei Orła Białego przy stadionie Miedzi Legnica

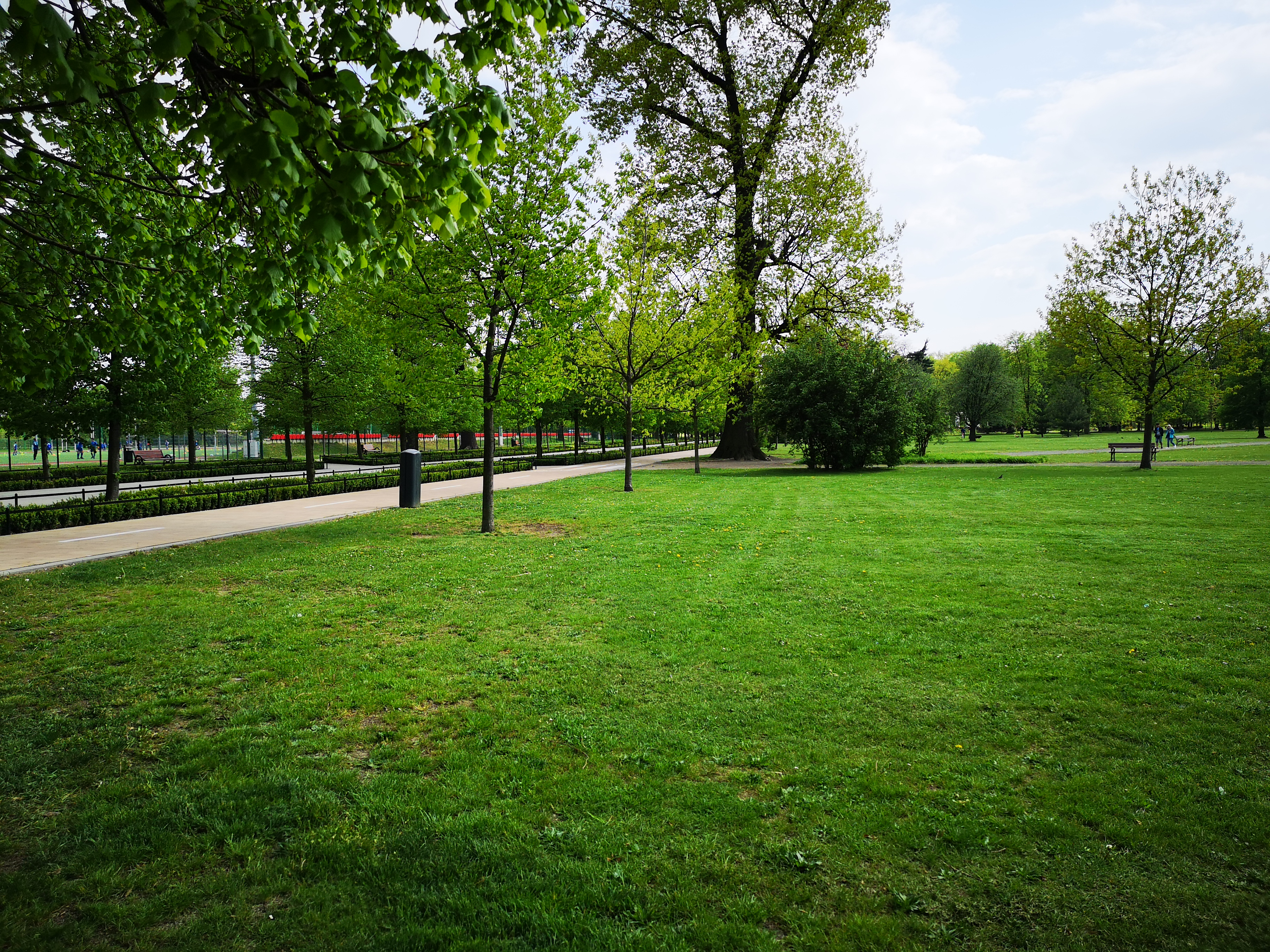
Ścieżka rowerowa biegnąca pomiędzy Aleją Orła Białego a terenami zielonymi parku.

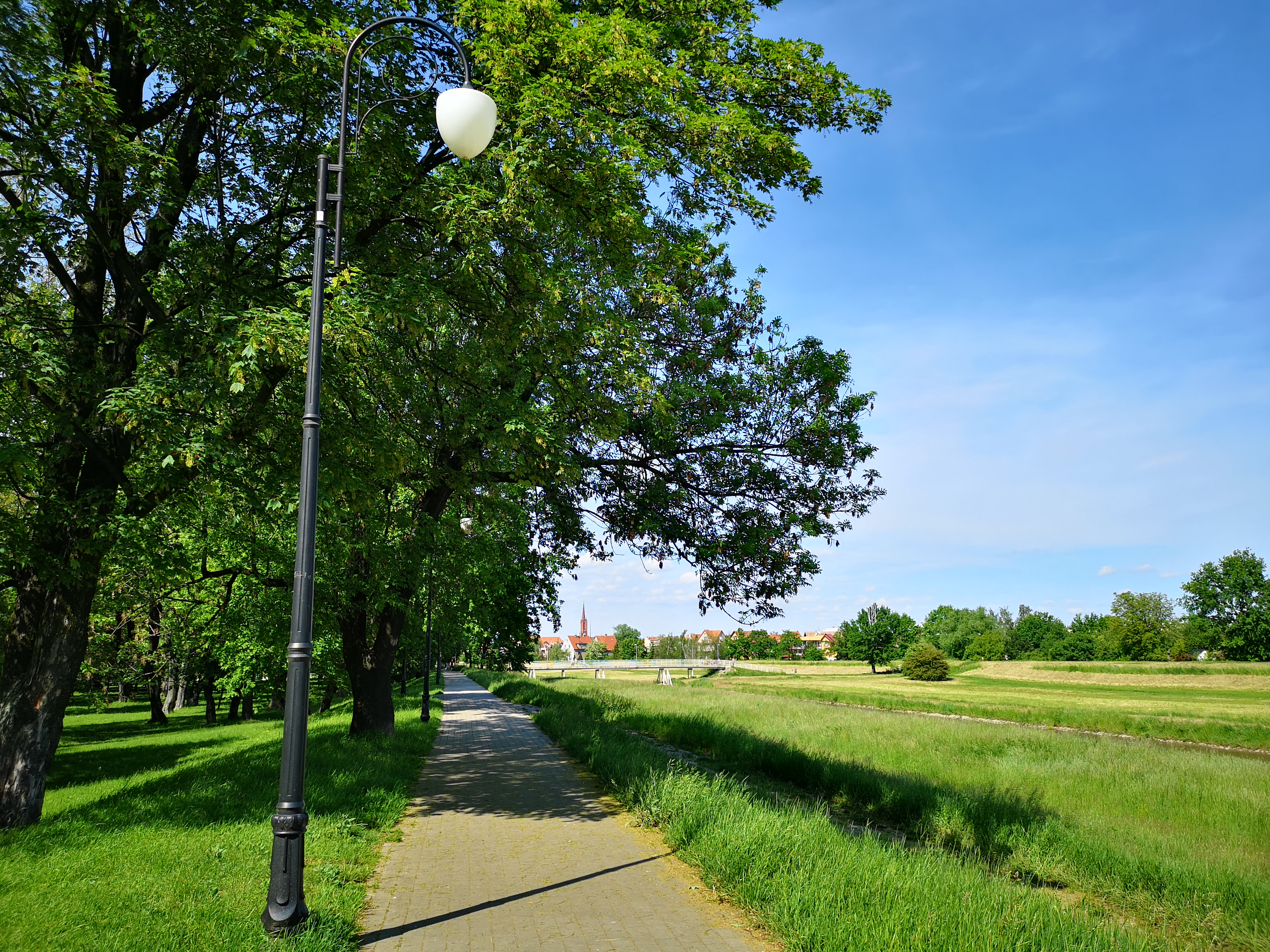
Droga spacerowa wzdłuż wału we wschodniej części parku.

W dawnej części wystawowej obszar położony na wschód od głównej alei przyjął funkcję terenów sportowych ze stadionem, dokoła którego w latach 60. usypano trybuny z gruzów z burzonego Śródmieścia, boiskiem treningowym, górką saneczkową oraz kortami tenisowymi. Od lat 90. jest on systematycznie rozwijany – w 1996 r. w miejscu patelni wybudowano niewielki skate park, w miejscu zlikwidowanych kortów tenisowych ogród jordanowski ze ścieżką zdrowia, od roku 2005 prowadzona jest zaś modernizacja stadionu.
Część zachodnia, po utracie charakteru ogrodu botanicznego łączącego Gaj Muz z palmiarnią przyjęła w swej środkowej części funkcję błoń miejskich. Zniszczona przez powódź z 1977 r. palmiarnia jest powoli odbudowywana, częściowo udostępniona dla zwiedzających. Przejęty od opuszczających Legnicę w 1993 r. wojsk radzieckich Teatr Letni przez ponad 10 lat służył jako dyskoteka, obecnie oczekuje na nowego właściciela. W Gaju Muz, obecnie dość zaniedbanym, do dziś przetrwała pergola i sadzawka (nieczynna), większość roślin egzotycznych zniszczyła jednak powódź. W 1992 r., w miejscu przeniesionej po wojnie przed Nowy Ratusz ustawiono współczesną fontannę.
W części północnej do czasów powojennych nie dotrwała pijalnia wody, tuż po wojnie usunięto pomnik Wilhelma I z 1898 r., powódź 1977 zniszczyła zaś pawilon restauracyjny nad Kozim Stawem (odbudowany w podobnym kształcie w latach 2006-2008). najbardziej uszkodziła główną aleję parku.
Najlepiej zachowała się część południowa utrzymana w formie parku geometrycznego – mimo rozbiórki niemieckiej winiarni, na miejscu której powstała w latach 1975-1976 muszla koncertowa. Do dziś cieszy kompleks fontann wkomponowany w kompozycje kwiatowe, pomiędzy które latem ustawiane są, podobnie jak podczas przedwojennych wystaw, egzotyczne rośliny z palmiarni.
W całym parku, zajmującym powierzchnię 50 ha rośnie około 130 gatunków drzew i krzewów krajowych oraz egzotycznych. Wiele spośród tych drzew liczy sobie ponad 100 lat.
Park stanowi również popularne miejsce imprez kulturalnych i sportowo-rekreacyjnych, spośród których można wymienić:
- Bieg Lwa Legnickiego,
- Dni Legnicy,
- Koncerty Legnickiego Centrum Kultury w muszli koncertowej,
- Pikniki siatkarskie,
- Turniej Kowali o Srebrne Klucze Legnicy.

Przez park przechodzi  czerwony szlak turystyczny PTTK prowadzący z Legnicy do Legnickiego Pola.